# 언어적 전회
언어적 전회(영어: linguistic turn)는 철학과 언어의 관계에 대한 철학, 인문학에 주로 중점을 두는 것을 가장 중요한 특징으로 하여 서양 철학에서 20세기 초반에 일어난 주요 국면이다.
비록 리처드 로티가 1967년에 편집한 선집 《언어적 전회》에서 언어적 철학(linguistic philosophy)에 대한 전환을 의미하기 위하여 이 용어를 취하면서 유행했다고 생각되지만, 언어적 전회에는 매우 다른 지적 운동들이 연관되어 있다. 나중에 스스로를 언어적 철학과 분석 철학에서 분리시킨 로티에 의하면 "언어적 전회"라는 문구는 철학자 구스타프 베르그만에서 유래했다고 한다.
루트비히 비트겐슈타인은 언어적 전회를 일으킨 사람 중에 한 명이다. 이는 철학적 문제는 언어의 논리에 대한 오해에서 일어난다는 《논리-철학 논고》에서의 그의 생각과 이후 저작에서의 언어 게임에 대한 주목에서 이어진다. 비트겐슈타인의 후기 저작은 분석 철학의 일반적인 사조에서 분리되어 포스트구조주의와의 연관을 가진 것으로 해석되기도 한다. 분석 철학에서 언어적 전회의 결과의 하나는 언어 철학(philosophy of language)과 일상 언어 철학에 대한 관심이 늘어난 것이다. 솔 크립키와 같은 철학자는 언어를 분석하여 형이상학적 결론을 이끌어냈다.
또 다른 전통인 구조주의와 이를 뒤따르는 포스트구조주의 저작은 인문학에서의 언어적 전회에 결정적 역할을 하였다. 주디스 버틀러, 뤼스 이리가레, 미셀 푸코, 자크 데리다 등이 영향력 있는 이론가이다. 헤이던 화이트는 역사적 담론에서의 언어의 힘, 특히 수사적 은유에 대한 언어의 힘을 탐구하였다. 요한 게오르크 하만과 빌헬름 폰 훔볼트의 저작에서 유래한 매우 다른 종류의 언어 철학은 언어는 사고의 투명한 매개가 아니라는 사실을 강조하였다.

## 같이 보기
- 덕 윤리학
- 기호학